# Смолдирів
Смо́лдирів — село в Україні, у Баранівській міській громаді Звягельського району Житомирської області. Населення становить 843 осіб (за переписом 2001 року). Розташоване на обох берегах річки Смолки, притоки Случі, за 15 км від райцентру та за 7 км від залізничної станції Колодянка. Колишній центр Смолдирівської сільської ради.

## Історична довідка
Перша згадка про село датується 1607 роком. 1905 року відбувалися масові селянські виступи[джерело?].
У 1906 році село Смолдирівської волості Новоград-Волинського повіту Волинської губернії. Відстань від повітового міста 20 верст, дворів 303, мешканців 1788.
В січні 1918 року встановлено радянську окупацію. У роки німецько-радянської війни з нацизмом боролися 420 жителів. Весною 1942 року за тимчасової окупації у районі Смолдирева діяла партизанська група, керована комуністом С. Я. Наталушею, яка через рік влилася до партизанського з'єднання Ю. О. Старченка. За героїзм, виявлений у боях, 85 осіб відзначили бойовими нагородами. На честь 211 загиблих односельців та воїнів-визволителів у центрі села побудовано пам'ятник. В 1996 році за ініціативи Ф. М. Ковтонюка в селі було споруджено пам'ятний знак на честь померлих під час голодомору односелеців в 1932—1933 роки.

## Радянський період
За часів СРСР у селі створено центральні садиби двох колгоспів — «Авангард» та «12-річчя Жовтневої революції». «Авангард» спеціалізувалося на вирощуванні картоплі, льону, на виробництві молока та м'яса. Колгосп «12-річчя Жовтневої революції» спеціалізувався на вирощуванні племінних телиць. Провідними культурами в рослинництві були картопля і льон. 1954 року колгосп за успіхи в розвитку льонарства ушанований дипломом І ступеня Всесоюзної сільськогосподарської виставки. 1969 року колгоспниця М. С. Ковальчук була делегатом III Всесоюзного з'їзду колгоспників (Москва, 25—27 листопада 1969 р.). За успіхи в розвитку сільського господарства 48 жителів села нагороджено орденами й медалями, в тому числі орденом Леніна Н. А. Гайдайчук та С. П. Мирончук, орденом Жовтневої Революції — Г. Г. Якимовича.

## Сучасність
27 липня 2016 року село увійшло до складу новоствореної Баранівської міської територіальної громади Баранівського району Житомирської області. Від 19 липня 2020 року, разом з громадою, в складі новоствореного Новоград-Волинського (згодом — Звягельський) району Житомирської області.

## Культурне життя
Народний аматорський фольклорний колектив «Льонок» створений в 1969 році, а почесне звання «народний» отримав в 1999 році.
Керівник — Карпович Любов Петрівна. До складу колективу входять 9 жінок. В репертуарі понад 80 пісень: українські народні, календарно-обрядові, побутові, чумацькі, відтворені свята, звичаї, обряди — «Весілля», «Івана Купала», «Коляда», «Андрія», «Миколая» та інші. Сьогодні склад колективу змінився, колектив бере участь у районних, обласних святах, фестивалях, конкурсах («Обереги», «Лесині джерела», «Обжинки»).